# Sutura (geologia)
In geologia strutturale, una sutura indica la saldatura lungo una importante zona di faglia, tra terrane o unità tettoniche individuali che hanno storie tettoniche, metamorfiche e paleogeografiche differenti. La sutura è spesso rappresentata in superficie da un orogene o una catena montuosa.
La dizione sutura è mutuata dall'analogo termine utilizzato in chirurgia, per indicare la cucitura di due lembi di una ferita, ma può essere meglio rappresentata dalle suture tra le ossa del cranio. 

## Caratteristiche
Nella teoria della tettonica delle placche, le suture geologiche sono viste come tracce residue delle zone di subduzione, mentre i terrane che si sono suturati vengono interpretati come frammenti di paleocontinenti diversi o di singole placche tettoniche.
Gli affioramenti di suture possono avere ampiezze che vanno da poche centinaia di metri ad un paio di chilometri. Ci possono essere intrecci tra zone di taglio milonitiche o tra zone di faglia fragili, o più frequentemente tra entrambe. Le suture sono solitamente associate a intrusioni di rocce magmatiche e lenti tettoniche, con litologia che va dalle rocce plutoniche ai frammenti ofiolitici. 
La sutura Giapeto, in Gran Bretagna, attualmente celata sotto rocce più giovani, si sviluppa lungo una linea parallela al confine anglo-scozzese e rappresenta la saldatura tra l'antico continente Laurentia a nord e il microcontinente Avalonia a sud. Avalonia infatti aveva una superficie pianeggiante che sprofonda ripidamente verso nordovest attraverso la crosta, con uno scorrimento al di sotto della Laurentia.